# Akrar
Akrar (danska: Øgrum) är en ort på Färöarna, belägen på ön Suðuroy i Sumbas kommun. Orten ligger på västkusten av Suðuroy söder om Vágsfjørður och den nordliga ingången till Lopransfjørður. Akrar grundades år 1817 av en man från huvudorten Sumba. Vid folkräkningen i september 2015 hade Akrar 19 invånare.
Akrar delar en skola och kyrka med grannorten Lopra. Skolan och kyrkogården är placerad mitt emellan de två orterna. Skolan hade år 2005 endast en elev.

## Befolkningsutveckling
| Befolkningsutvecklingen i Akrar 1985–2015 | Befolkningsutvecklingen i Akrar 1985–2015 | Befolkningsutvecklingen i Akrar 1985–2015 | Befolkningsutvecklingen i Akrar 1985–2015 | Befolkningsutvecklingen i Akrar 1985–2015 |
| ----------------------------------------- | ----------------------------------------- | ----------------------------------------- | ----------------------------------------- | ----------------------------------------- |
|                                           |                                           |                                           |                                           |                                           |
| År                                        |                                           |                                           | Folkmängd                                 |                                           |
| 1985                                      | 1985                                      |                                           | 44                                        |                                           |
| 1990                                      | 1990                                      |                                           | 31                                        |                                           |
| 1995                                      | 1995                                      |                                           | 37                                        |                                           |
| 2000                                      | 2000                                      |                                           | 28                                        |                                           |
| 2005                                      | 2005                                      |                                           | 28                                        |                                           |
| 2010                                      | 2010                                      |                                           | 27                                        |                                           |
| 2015                                      | 2015                                      |                                           | 19                                        |                                           |
|                                           |                                           |                                           |                                           |                                           |

## Personligheter
- Poul Johannes Midjord (1823-1908), satirförfattare